# Corps Masovia Königsberg zu Potsdam
Corps Masovia Königsberg zu Potsdam jest jedyną zachowaną korporacją akademicką wywodzącą się z Uniwersytetu Albertyna w Królewcu. W 2001 r. jej działalność została reaktywowana w Poczdamie.

## Historia

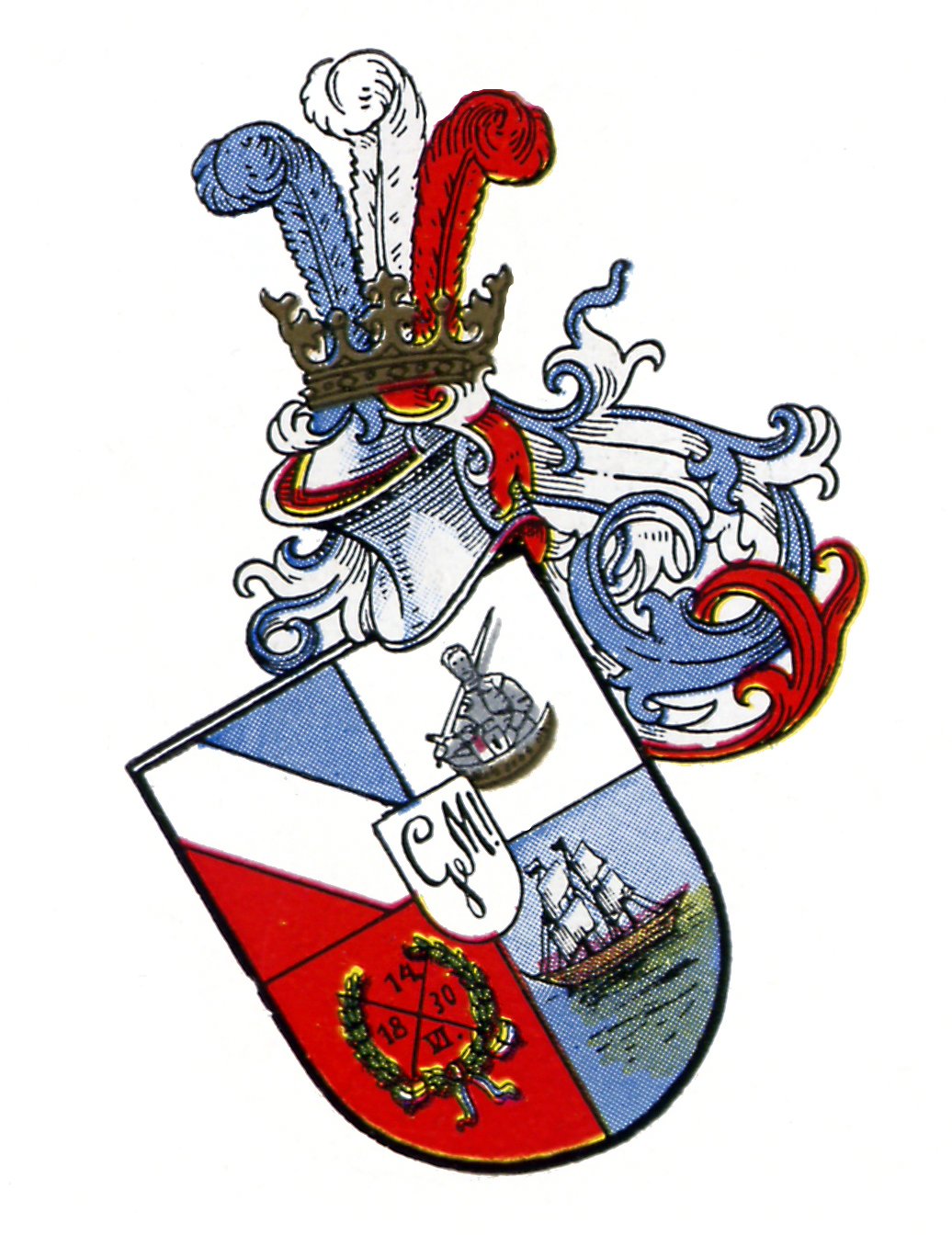

Nazwa „Corps Masovia” odnosi się do południowej części dawnej prowincji Prusy Wschodnie – Mazur. Członkami korporacji byli głównie przedstawiciele ludności luterańskiej, często posługujący się językiem polskim, choć w większości uważający się za Niemców. Pastorzy, wielu z nich członkowie Masovii, przyczyniło się do zachowania tego dziedzictwa.
W XIX wieku większość członków korporacji pochodziło z regionu biednego, ale pięknego krajobrazowo (500 członków korporacji wywodziło się z Ełku i Kętrzyna). Ludzie z Mazur uważali Corps Masovia za swoją. Korporacja przejęła flagę niebiesko-biało-czerwoną. W 1855 r. Friedrich Dewischeit, nauczyciel, komponował piosenki na Mazurach. Stworzony z myślą o Corps Masovii, Masurenlied nadal jest hymnem Masovii.
Corps Masovia został założony w czerwcu 1830 i do 1935 odgrywał ważną rolę na Uniwersytecie w Królewcu.

## Dziedzictwo pruskie
W Prusach Wschodnich wielu pastorów, nauczycieli, sędziów, lekarzy, urzędników i burmistrzów przyznawało się do członkostwa w „Masovii”. 15 członków parlamentu pruskiego (Abgeordnetenhaus) było członkami tej korporacji (trzech konserwatystów i dwunastu liberałów). Dwie osoby zasiadały w pruskiej Izbie Panów, cztery w Reichstagu.
115 członków „Masovii” poległo w obu wojnach światowych. W I wojnie światowej sześciu zostało uhonorowanych Orderem Rodu Hohenzollernów. W drugiej wojnie światowej trzech otrzymało Żelazny Krzyż Kawalerski, jeden z Liśćmi Dębu. W 1935 r. „Masovia”, zbyt niezależna w warunkach nowego hitlerowskiego porządku, została rozwiązana.
W styczniu 1950 dołączył do Masovii „Corps Palaiomarchia”, który został wydalony z Halle (Saale) i obydwie korporacje zostały w Kilonii.

## Byli członkowie
- August Ballnus (1807–1871), superintendent w Olecku
- Friedrich Dewischeit (1805–1884), nauczyciel i poeta
- Hans Ebel (1859–1920), ksiądz w Muschaken
- Gustaw Gizewiusz (1810–1848)
- Ferdinand Gregorovius (1821–1891), dziennikarz i historyk, honorowy obywatel Rzymu
- Theodor Tolki (1822-1904), obywatel honorowy Nidzicy
- Arthur Zimmermann (1864–1940), sekretarz stanu